# Pallanza
Pallanza est un village faisant partie de Verbania,  une commune italienne située dans la province du Verbano-Cusio-Ossola au bord du lac Majeur.

## Situation
Pallanza fait face à la ville de Stresa, située à une distance de 3,7 km sur la même rive du  lac Majeur.

## Historique
Pallanza, Intra, Suna et d'autres villages ont fusionné en 1939 pour former la ville actuelle de Verbania.

## Curiosités
Un îlot, l'Isolino de San Giovanni, faisant partie de Pallanza, est célèbre pour avoir été la maison d'Arturo Toscanini entre les années 1927 et 1952.

## Personnalités liées à Pallanza
- Catherine de Pallanza (v. 1437-1478), religieuse et bienheureuse
- Emma Morano (1899-2017), supercentenaire, doyenne de l'humanité